# Mason Finley
Mason Finley (7 de octubre de 1990, Kansas City (Misuri), Estados Unidos) es un atleta estadounidense, especialista en la prueba de lanzamiento de disco, con la que llegó a ser medallista de bronce mundial en 2017.

## Carrera deportiva
En el Mundial de Londres 2017 gana la medalla de bronce en lanzamiento de disco, quedando en el podio tras el lituano Andrius Gudžius y el sueco Daniel Ståhl (plata).